# 波士顿之围
波士顿之围（英語：Siege of Boston）發生於1775年4月19日-1776年3月17日，是美国獨立战争的开始阶段，此战中新英格兰民兵（后来成为大陆军的一部分）包围了马萨诸塞的波士顿镇，阻止驻守城中的英军调动。11个月的围城之后，乔治·华盛顿领导的美洲殖民者迫使英国人由海路撤退。
围城开始于4月19日，在列克星敦和康科德战役之后，当时来自马萨诸塞多个社区的民兵包围了波士顿，阻断了通往这个当时还是半岛的城镇陆路的通行，也就限制了英国的海军作战补给。大陆会议选择使用民兵并且组建大陆军，而且全体一致选乔治·华盛顿为总司令。1775年6月，英国人占领了邦克山和布里德山，但是他们伤亡惨重，收效也不足以突破围城。围城期間，只有偶尔袭击，小规模战斗，以及冷槍狙击。双方都需要解决资源供给和围城过程中的人员问题，而且双方还在海上交战以争夺资源。
1775年11月，华盛顿派25岁的亨利·诺克斯带提康德罗加堡战中缴获的重炮去波士顿。1776年1月，诺克斯以技术上复杂和苛求的操作方式将许多大炮带去波士顿区。1776年3月，大炮用于设防能俯视波士顿及其港口的多彻斯特高地，威胁英国海军的补给线。英国指挥官威廉·何奧意识到他无法继续守住此镇，就选择在3月17日向新斯科舍的哈利法克斯撤离（现在这天为撤退纪念日）。

## 背景
1775年前，英国就已经在美洲殖民地施加税收和进口税，但是殖民者在英国议会中没有代表席位，于是反对这些税收。为回应波士顿倾茶事件和其他抗议行为，托马斯·盖奇(Thomas Gage)将军领导的4,000英军被派去驻扎波士顿市和平定不宁的马萨诸塞湾省（Province of Massachusetts Bay，英国直辖殖民地）。除了其他英国议会在所谓不可容忍法案中授权的行动之外，盖奇还解散了当地将自己改组为省级议会（Provincial Congress）和继续召开会议的省级政府（约翰·汉考克和塞缪尔·亚当斯领导）。地方议会召集当地民兵组织和协调武器及其他军用物资的积累。根据波士顿港口法的条款，盖奇关闭了波士顿港，此举导致大量的失业和不满。

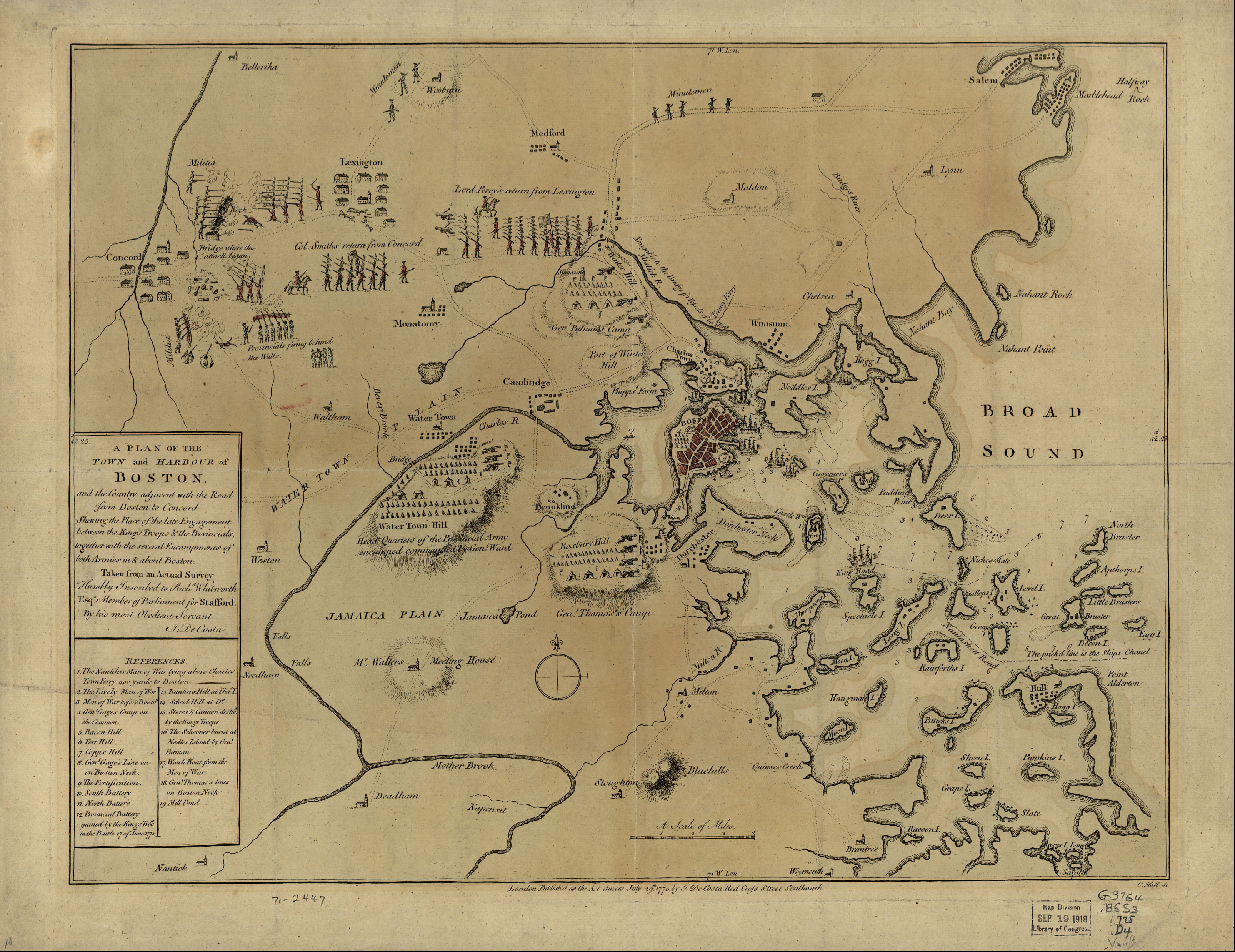
1775年列克星敦和康科德战役及波士顿之围地图

1775年4月19日，英军被派往夺取来自康科德镇的军用物资，当来自周围的民兵连在列克星敦和康科德战役中对抗他们。在康科德，一些英军被调往北桥（North Bridge）参与抗击。英军在行军返回波士顿途中参与了一场持久战，结果伤亡惨重。所有的新英格兰殖民地（和后来比较南方的殖民地）组织民兵响应这场信号，并将他们派往波士顿。

## 围城

### 掘壕固守

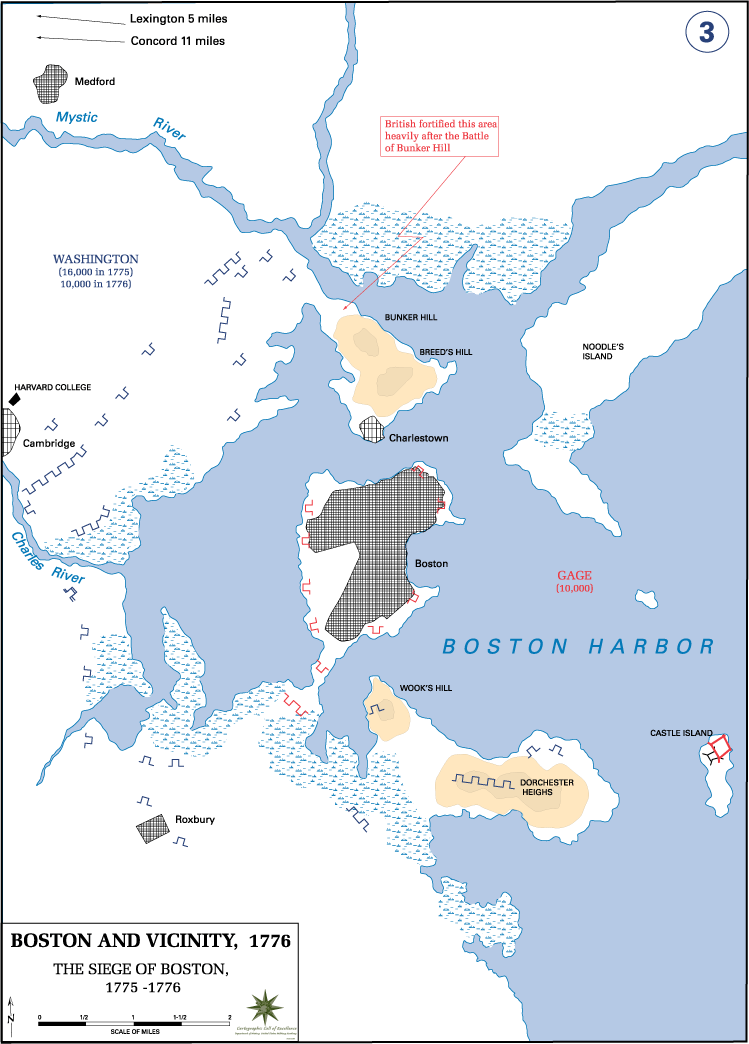
波士顿之围 1775–1776

就在19日的战斗之后，由William Heath松散领导（后在20日被Artemas Ward将军取代）的马萨诸塞民兵形成一条从切尔西延伸到罗克斯伯里(Roxbury)，并绕过波士顿半岛和查尔斯敦（Charlestown peninsula）半岛的包围线，有效地三面包围波士顿。他们特别封锁了查尔斯敦地峡（Charlestown Neck，唯一通往查尔斯敦的陆路）和波士顿地峡（Boston Neck，通往当时还是波士顿半岛的唯一陆路）。接下来几日，随着来自新罕布什尔，罗得岛，康涅狄格的民兵到场，殖民军规模增长。盖奇将军写到了他对围城造反者数量的出乎意料：“反叛者并非许多人认为的那样，是可鄙的乌合之众…他们在对抗法国人的战争中从没显露出现在这种指挥能力，注意力，和持久力。”
盖奇将军将注意力转向加固容易防守的位置。在南方，罗克斯伯里，盖奇命令防御阵线部署10台24磅重的炮。在波士顿本身，四山被快速加固。他们将是城市的主要防御。随时间推移，每座山丘都被加固。盖奇也决定放弃查尔斯敦，将被围攻的（之前从康科德撤回的）军队转移回波士顿。查尔斯顿镇完全空置，它的高地（邦克山和布里德山）没有人防守，就如同可俯视这座港口和城市的多彻斯特高地一样。
担心武器渗透，英国人开始严格限制进出活动。被围和围城者最终达成非正式协定，如果没有携带火器，则允许交通通过波士顿地峡。波士顿居民交出大约2,000支火枪，许多爱国者居民离开这座城市。许多住在波士顿城外的效忠派离开家并逃进此城。他们中许多人感到在城外居住并不安全，因为爱国者们正掌控者乡村。一些人到达波士顿后，参加了依附于英军的效忠派军团。
由于围城并未封锁港口，此城依然开放给海军中将Samuel Graves领导的皇家海军从新斯科舍和其他地方运入供给。由于英国舰队的制海权和完全缺乏任何一种反抗武装船只，殖民军几乎无法阻止运输。但是，城镇和英军配给短缺，价格飞涨。此外，美洲军队一般掌握城中正发生的情况，但是盖奇将军却没有关于反抗活动的有效情报。

### 早期小规模冲突
5月3日，马萨诸塞地方议会授权贝内迪克特·阿诺德组织军队夺取靠近纽约殖民地尚普兰湖南端的提康德罗加堡，人们知道此堡有重武器，防御较轻。9日，阿诺德抵达卡斯尔顿（Castleton，位于现在的佛蒙特，但佛蒙特当时是纽约和新罕布什尔之间的争议领土），在那里他和伊森·艾伦（Ethan Allen）与一来自康涅狄格的民兵连会和，其中的人都是因为夺取提康德罗加想法而各自到来的。此连在阿诺德和艾伦联合领导之下，夺取了提康德罗加堡和Crown Point堡。突袭圣让堡（魁北克）中，他们还在尚普兰湖缴获一艘大型军事船只。他们得到超过180门大炮和武器和补给，而萌芽时期的大陆军将会在加紧控制波士顿时得到它们的用处。

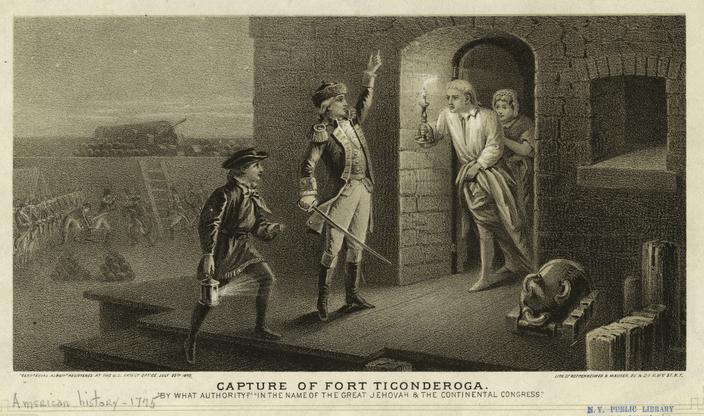
描绘伊森·艾伦要求提康德罗加堡投降的雕刻品

在波士顿，没有新鲜肉类的正常供应，许多马匹需要草料。五月21日，盖奇命令一分遣队前往远离港口的葡萄岛（Grape Island）并带草料回波士顿。当在大陆的大陆人注意到时，他们报警唤起了民兵。英国分遣队到来时，他们遭到了民兵的攻击。民兵纵火于岛上仓库，销毁了80吨草料，使英国人得不到超过3吨的草料。
部分是因为葡萄岛事件，大陆军努力清除港口岛屿上对英国人有利的牲畜和供给。5月27日，切尔西溪（Chelsea Creek）之战中，英国海军陆战队试图阻止一些岛上的牲畜清除。美洲人抵抗，并且在行动期间，英国纵帆船戴安娜号（HMS Diana 1775）搁浅并被摧毁，但是大陆人在之前已经获取了船上的武器。6月12日盖奇发布公告宣称提供给除了约翰·汉考克和塞缪尔·亚当斯之外的所有愿意放下武器的人赦免，试图以此帮助平息叛乱。它非但没有平息叛乱，还点燃了爱国者们的怒火，更多的人开始拿起武器。

### 布里德山

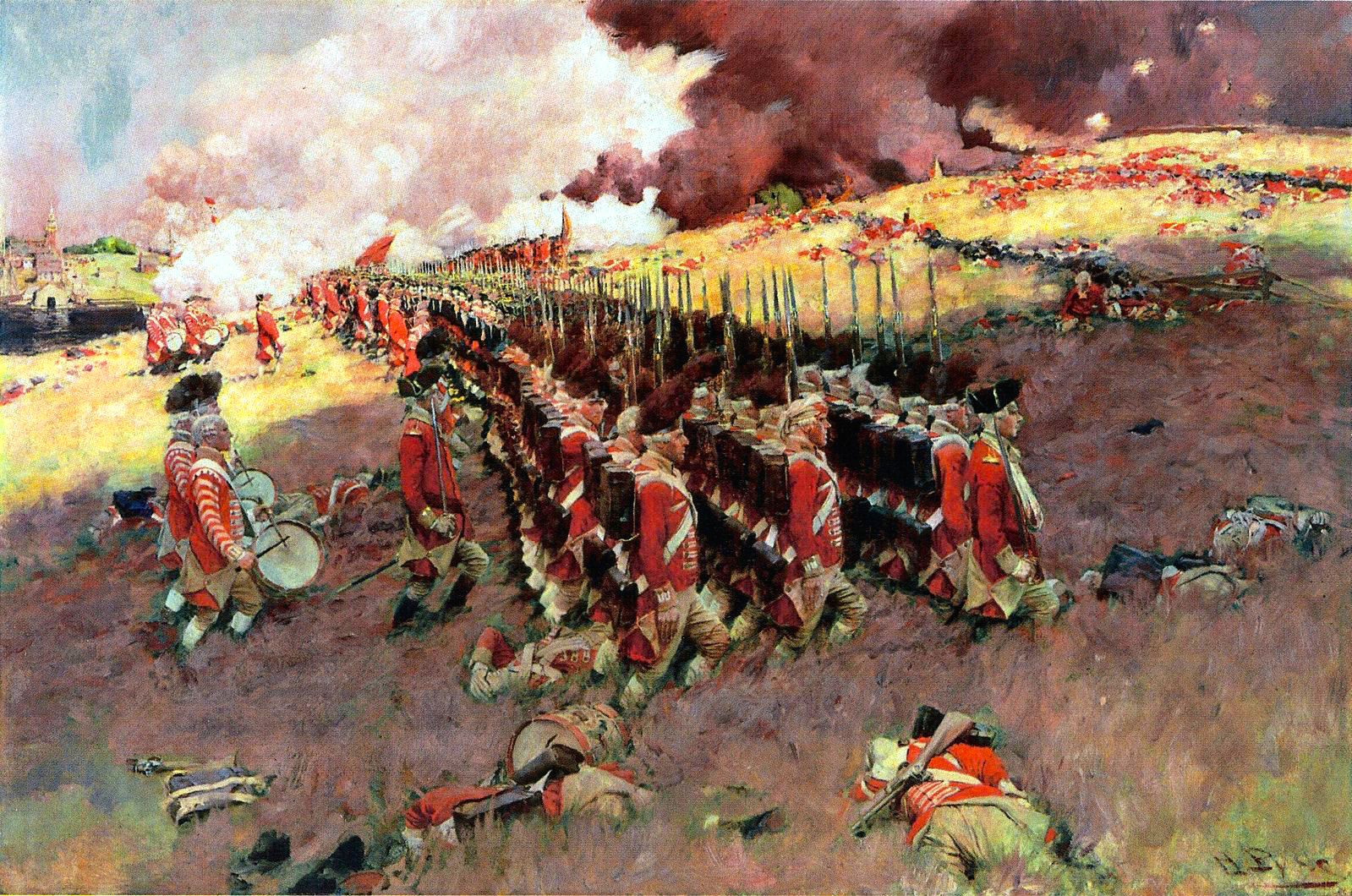
邦克山战役，Howard Pyle，1897

整个5月英国人一直有得到援军，直到人数达6,000人为止。5月25日，三位将军登达HMS Cerberus (1758)：威廉·豪,约翰·伯戈因（John Burgoyne）,和亨利·克林顿。盖奇计划突围出城。
这份由英国指挥部选定的计划为在邦克山和多彻斯特高地筑防。他们选定攻占多彻斯特高地的日期为6月18日。6月15日，殖民者安全委员会得知英国人的计划。为回应，他们向Ward将军发出指令加固邦克山和多彻斯特高地；他也向上校威廉·普雷斯科特（William Prescott）发出同样的命令。6月16日晚，普雷斯科特带领1,200人经过查尔斯敦地峡前往邦克山和布里德山构筑防御工事。
6月17日，豪将军指挥的英军在邦克山战役中占领了查尔斯敦半岛。英国人成功取得占领查尔斯敦半岛高地的战术目标，但是他们损失惨重。超过1,000人伤亡，其中包括92名军官被杀，英国人损失如此严重以至于不再直接攻击美洲军队。美洲人虽然输了这场战斗，但是在布里德山的交战中成功击退了两轮攻击，这在某种程度上再次成功地抵抗住了英国正规军。从这点上看，围困成为了僵局。

### 僵局
7月3日，乔治·华盛顿抵达掌管新的大陆军。他在剑桥的一间房子里设立总部，这间房子将在后来成为众所周知的亨利·沃兹沃思·朗费罗之家。到这个时候，军队和物资正在赶来，其中包括有远自马里兰和弗吉尼亚的步枪手连。华盛顿开始了将民兵塑造得更接近军队之类的工作，于是任命高级军官（实际上一般是民兵选举领导），并在扎营民兵中引入更多的组织和纪律措施。他要求不同军阶的军官穿戴不同的服装以区分开他们的上下级。将近7月底，大约有2,000名火枪手来到在宾夕法尼亚，马里兰和弗吉尼亚组成的部队。以前，在新英格兰，步枪没有精度，而且火枪队是用来骚扰被围的敌军的。

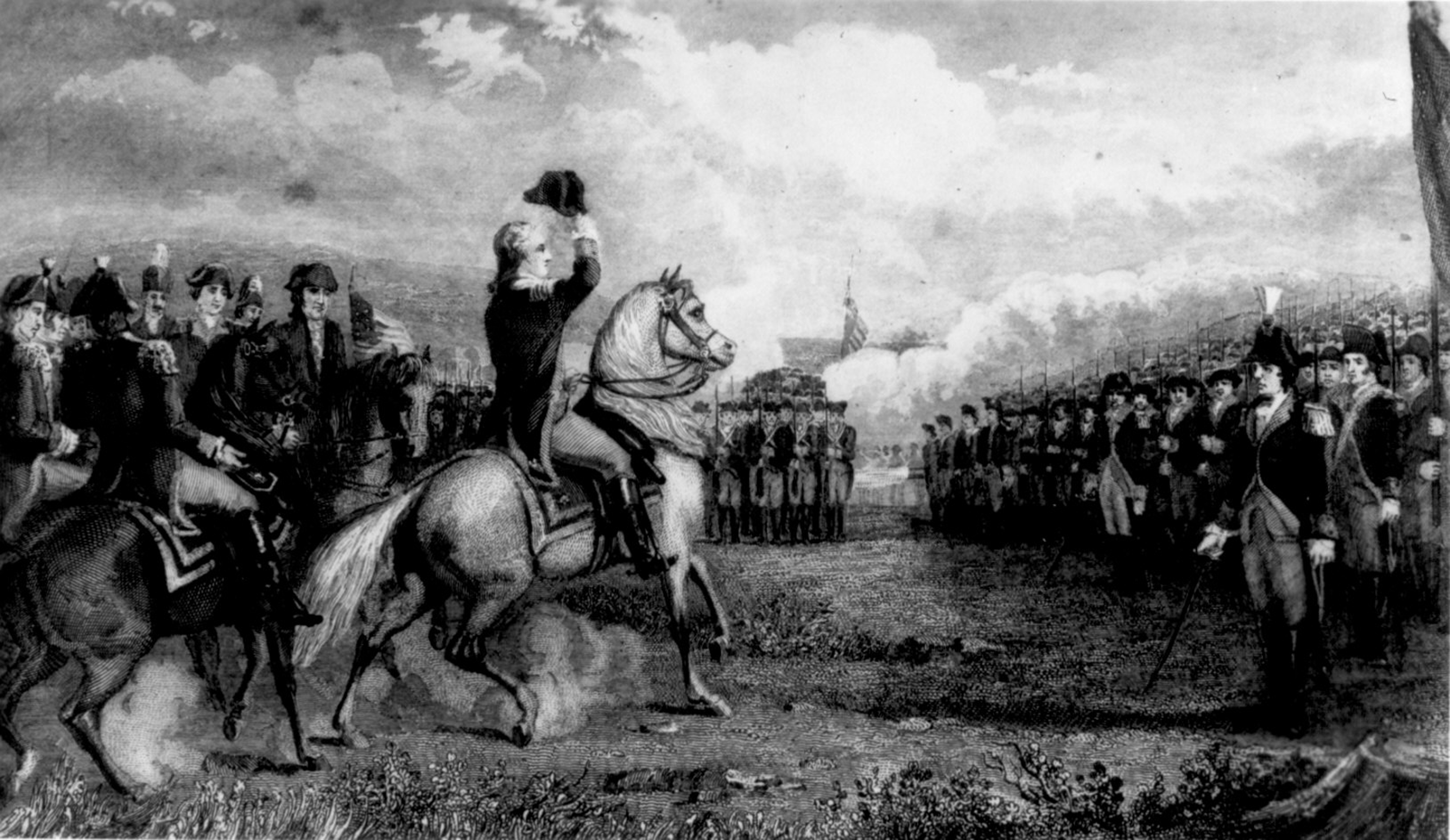
乔治·华盛顿接管军队

华盛顿还下令提高防御措施。于是战壕被挖在了波士顿地峡，并被延展到波士顿。然而，这些行为对英军的占领鲜有成效。施工队不时遭到射击，保卫工作的哨兵也是如此。7月30日，为报复美洲人的攻击，英国人逼退了美洲人的先锋，并且在罗克斯伯里烧了几间房子。四天后，8月2日，一个美洲步枪兵被杀，而且他的尸体由颈部被吊起。作为报复，其他美洲步枪兵前进到阵线开始攻击英军。他们持续整日的猛烈射击，杀伤许多英国人，而且只损失了一人。8月30日，英国人出乎意料地突破波士顿地峡，纵火烧一家酒馆，撤回到他们的防线。当天晚上，300名美洲人攻击了灯塔岛（Lighthouse Island）并烧毁了灯塔，杀死许多英国士兵，俘获23人，却只损失一人。在另一个8月的夜晚，华盛顿派出1200人去查尔斯敦地峡附近的一座小山上挖堑壕。尽管有英国人轰炸，美洲人成功地挖好战壕。
9月初，华盛顿开始计划两步走：首先，从波士顿派遣1,000人并侵入魁北克，然后，发起对波士顿的攻击。由于华盛顿从英国逃兵和美洲间谍得到情报说英国人得到增援前无意在波士顿发动攻击，他认为他可以派军前往魁北克。9月11日，大约有1,100名士兵在贝内迪克特·阿诺德的指挥下发往魁北克。华盛顿召集军事会议，提出充分理由，通过用每艘可载50人的平底船将军队渡过后湾，两栖全力攻打波士顿。华盛顿认为，冬天到来时将会很难将人员团结在一起。在一场军事会议中，此计划被一致否定，会议决定为“至少目前”不发动攻击。

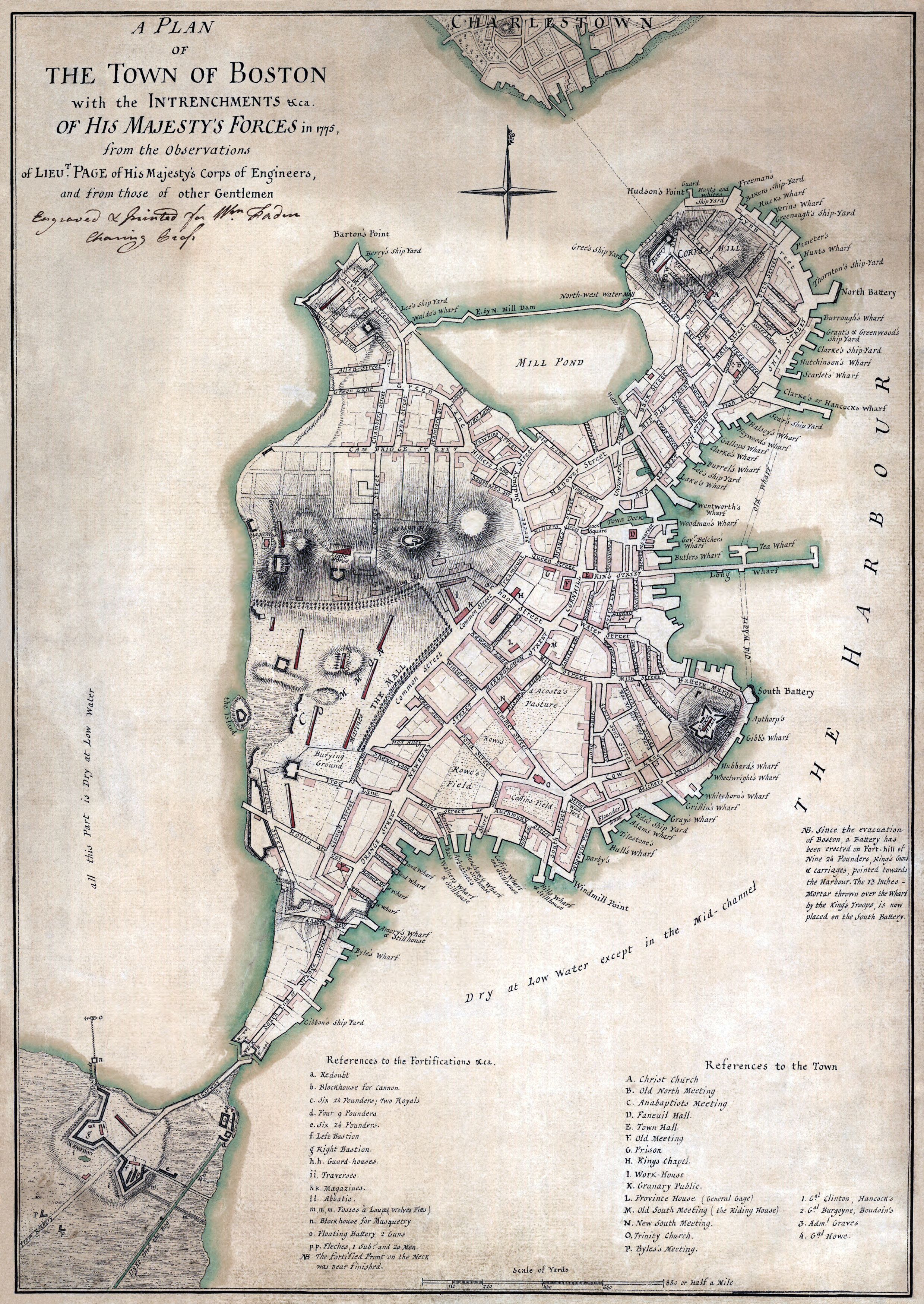
英国人在波士顿的防御工事，1775

九月初，华盛顿授权挪用当地渔船舾装用于收集情报和封锁向英国人的供给。此活动是大陆海军(Continental Navy)的先兆，而后大陆海军因英国人火烧法尔茅斯（Burning of Falmouth）（现今的波特兰，缅因）而成立。康涅狄格和罗得岛的省级议会至此时也开始了武装船只和授权私掠。
11月初，400名英军士兵前往Lechmere's Point(海岬)突击探索，以寻得一些牲畜。他们带着10头牛逃离，但是在与派往防守此岬殖民军的小规模冲突中损失了两条命。11月29日，殖民海军上校John Manley，指挥Lee号纵帆船，在波士顿港外捕获围城中最有价值的战利品之一，英国Nancy号前桅横帆双桅船。当时她（Nancy）正运载大量为波士顿英军准备的炮弹和军需品。
冬天将至，双方都面临各自的问题。美洲人缺少火药以至于要是英国人攻击时，士兵只得用长矛作战。许多美洲军队还得不到报酬，其中许多人的兵役将在年底到期。至于英国方面，在10月代替盖奇任指挥官的豪也面临着不同的问题。木材稀少以至于他们开始砍伐树木，拆毁木制建筑，其中包括有老北礼拜堂（Old North Meeting House）。此外，因为冬季风暴和反抗私掠船的出现，此城的供给变得更加困难。英军非常饥饿以至于准备随时叛逃。更糟糕的是，城内坏血病和天花爆发。
10月，华盛顿再次提议攻打波士顿，但是他的军官们认为，最好等到海港全面冻结。2月时，罗克斯伯里和波士顿公园之间的海水结冰，华盛顿认为，尽管缺乏火药，但是他可以尝试冲过冰面袭击；但是他的军官们再次提议反对。华盛顿期望发起对波士顿的攻击是因为他担心他的军队会在冬天逃掉，而且他知道，目前情形下，豪究竟可以多轻易地突破他军队的阵线。他还不知道他到底能多相信豪的休止状态；他非常不情愿地放弃了度过冰面的攻击而取一个更谨慎的计划——用提康德罗加堡运来的大炮加固多彻斯特高地。
1月中旬，英国少将亨利·克林顿和一小型舰队接伦敦的命令带1,500人起航前往卡罗莱纳（Carolinas）。他们的目的为与其他来自欧洲的军队会师，并且夺取南方殖民地的一个港口用作下一步军事行动。2月初，一英国突击小组度过冰面并在多彻斯特烧毁了多家农舍。

## 围城结束

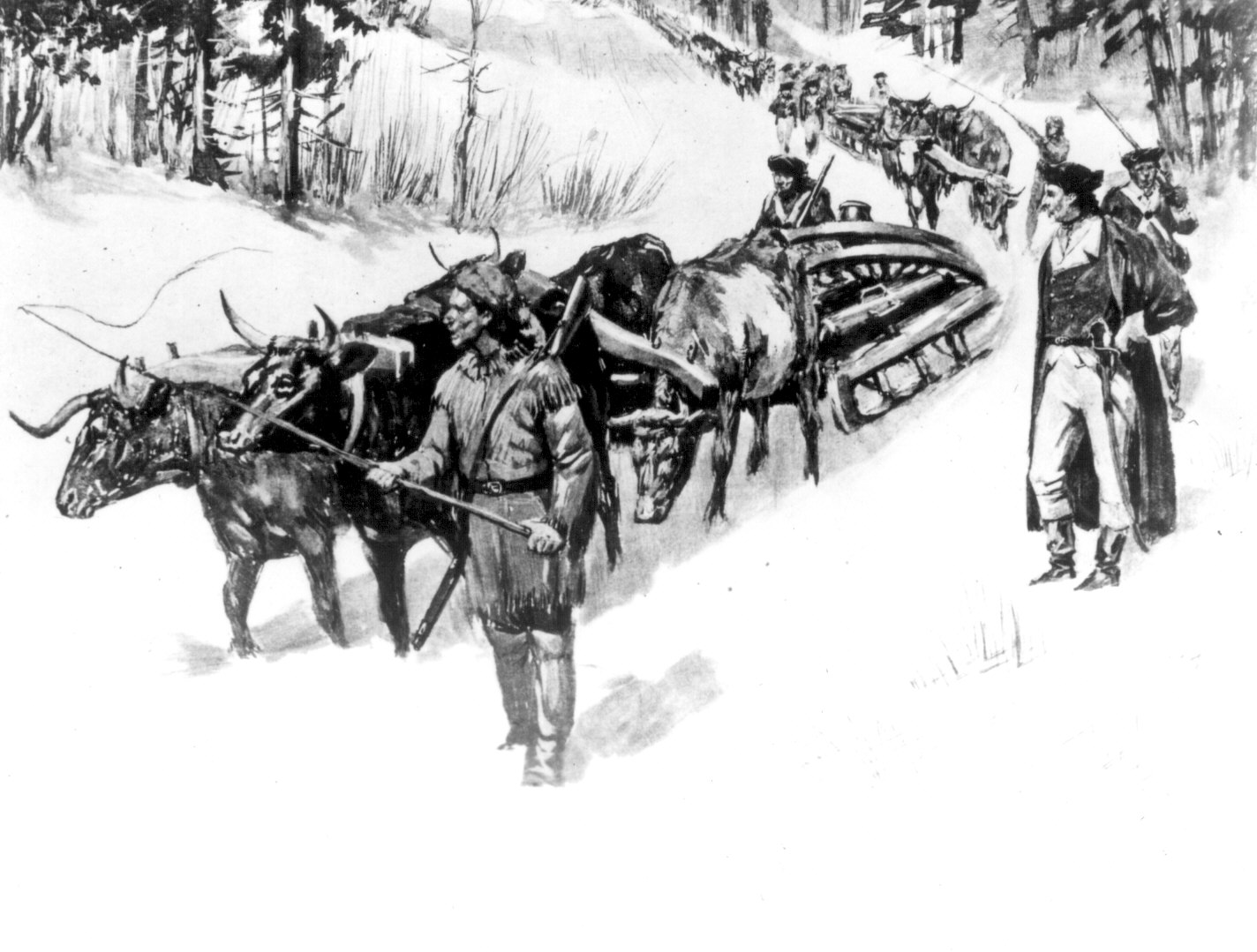
亨利·诺克斯带着他的载有大炮的“noble train”前往剑桥

1775年11月至1776年2月间，亨利·诺克斯和一队工程师用雪橇取回在提康德罗加堡缴获多达60吨的重炮。他们用技术上具有挑战性的和复杂的操作方式将它们运过哈德逊河和康涅狄格河，在1776年1月24日抵达剑桥。

### 多彻斯特高地设防
提康德罗加大炮的尺寸和射程都是以前美洲人所没有的，其中一些大炮被安置在环绕此城的防御工事内，3月2日，美洲人开始炮轰此城，英国人也用炮击回应。美洲炮在上校诺克斯的指挥下继续和英国人交火到3月4日。这样并没有对任何一方造成损害，不过却损坏了波士顿的房子和杀死了一些英国士兵。3月5日，华盛顿将更多的提康德罗加大炮和数千人连夜迁往占领多彻斯特高地，俯瞰波士顿。由于是在冬天，土地被冻结，挖战壕变得不可行。华盛顿的人于是用原木，树枝，及一切可行之物，连夜设防此地。据说豪将军惊呼道：“天哪，这些人一夜间做的工作比我让我军队三个月做得还多。”英国舰队在多彻斯特美洲大炮的射程之内，于是舰队和城市内的军队遭到大炮的威胁。
英国人的直接回应便是两小时不断朝高地炮击，但是没有任何效果，因为英国大炮无法射到在如此高之上的美洲大炮。密集炮火失败后，豪和他的军官一致认为，如果他们还要守住波士顿的话，就必须将高地上的殖民者清除。他们计划了一场对高地的攻击；但是因为一场风暴，攻击未能执行，英国人于是选择了撤退。
3月8日，一些有名望的波士顿人致函华盛顿，声明英国人如果能安然无恙地离开则不会毁城。华盛顿收到了信件，但是正式拒绝，因为它既没在名字上和也没在头衔上称呼他。不过，信件达到了预期效果：撤离之时，没有美洲火力阻挠英国人撤退。3月9日，看到多彻斯特高地上努克山（Nook's Hill）上的活动后，英国人用密集的炮火持续整晚攻击。一发炮弹杀死了四个人，不过这就是全部的损伤。次日，殖民者外出收集700枚朝他们击发的炮弹。

### 撤离
3月10日，豪将军发表公告命令所有居民交出所有亚麻布和毛织品这些可供殖民者用于继续战争的物品。一个效忠派，Crean Brush，被授权接收这些物品，作为回报，他派发回无实际价值的证书。接下来的一周，英国舰队停留在波士顿港等待有利的风向，同时，效忠派和英军正在装船。在此期间，在港口外的美洲海军行动成功将多艘英国补给船截获并掉向殖民者控制之下的港口。3月15日，风向变得有利，但是在他们离开之前，风向又转回向他们。3月17日风再次变得有利。被授权若在行军前往船的途中受到阻碍就烧毁城市的军队开始在凌晨4：00出发。至上午9：00时，所有船只已经在航。驶离波士顿的舰队有120艘船，超过11,000人在船上。其中，9906人为英国军队，667人为妇女，儿童为553人。

## 后果

### 美洲人清理
舰队一航离，美洲人就开始收回波士顿和查尔斯敦。起初，他们认为英国人还在邦克山上，但是其实是英国人在合适的位置上留下假人。由于天花的危险，起初只有因先前接触过此病而被选上的人在Artemas Ward的指挥下进入波士顿。一旦疾病风险被认为较低时，更多的殖民军才在3月20日进入。尽管华盛顿基本顺从了英军火烧波士顿的要挟，也没有妨碍他们离开此城，但是他并没有让他们完全轻易地逃离外港。他指示海军上校Manley骚扰离去的英国舰队，行动中他有所成功，除了其他战利品外，还截获了载有Crean Brush及其掠夺品的船只。
当豪将军的舰队最终离开外港时，主要前去拦截任何到达的英国船只的派遣小船队最终只得到他的尾迹。虽然他们成功将许多原本目的地为波士顿的载有英军的船只重新导向哈利法克斯，一些不知情的英军士兵却在波士顿登陆，最终落入美洲人之手。
英国人的离开结束了在新英格兰殖民地的主要军事活动。华盛顿由于担心英国人将攻打纽约市，在4月4日带着军队出发前去曼哈顿，开始了纽约－新泽西战役。
陆军国民警卫队（Army National Guard）有六个部队（第101工兵营，第125军需兵连，第181步兵团，第182步兵团，第197野战炮团，第201野战炮团）是源自参与波士顿之围的美洲部队。美国军队中有三十个现存的出身能追溯到殖民地时期的部队。

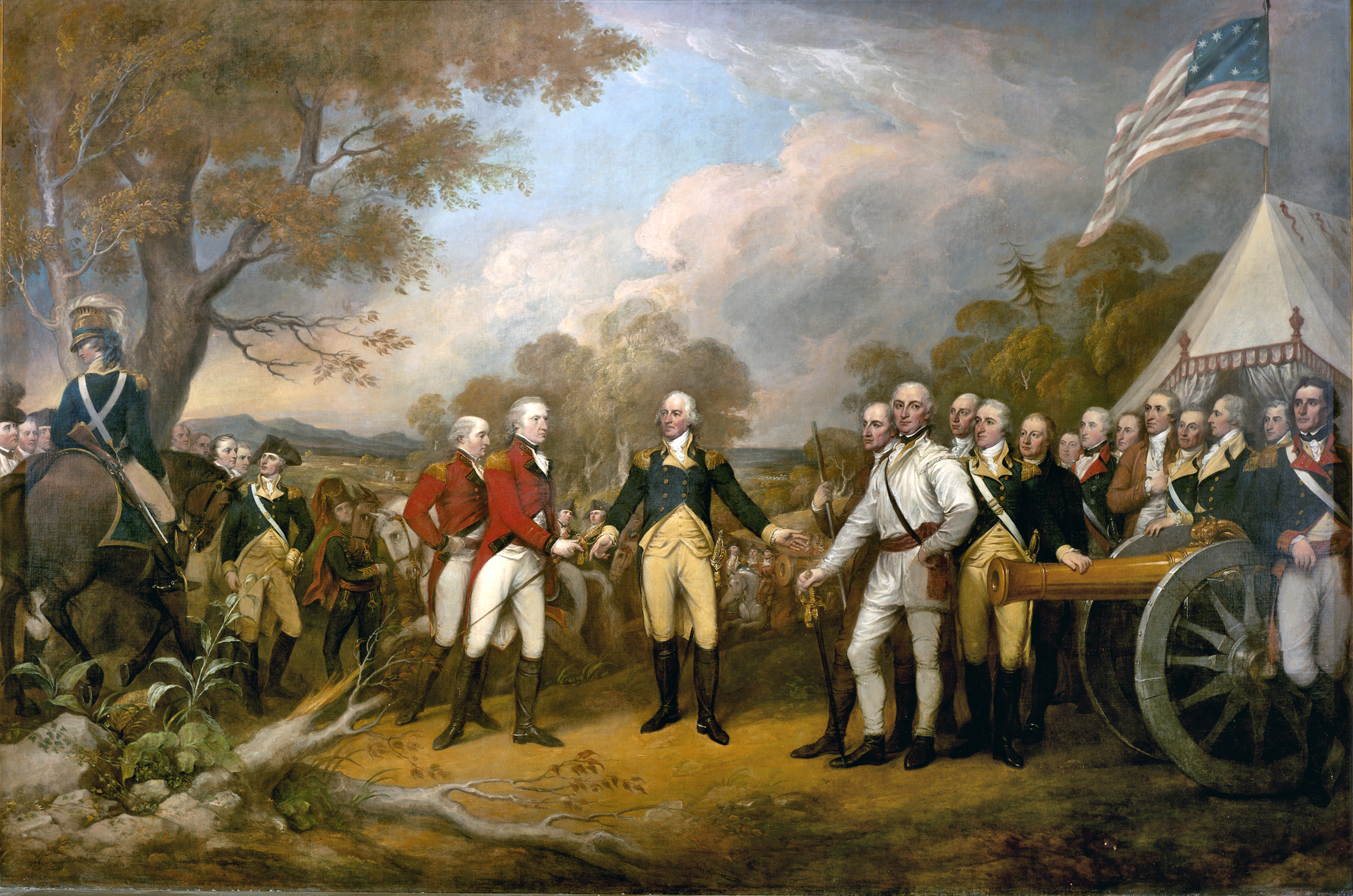
伯戈因在萨拉托加的投降，John Trumbull

### 英国将军的命运
豪将军后面会因在波士顿战役中失败而遭到英国媒体和议会的严厉批评。盖奇将军则再也没有得到其他指挥权。伯戈因将军还能在萨拉托加战役（Saratoga Campaign）中出现，但是这是见证他，连同他掌管的7,500名军队被捕的一场灾难。克林顿将军则会掌管在美洲的英国军队长达四年（1778-1782）。

### 效忠派的命运
英国人撤离波士顿时，许多马萨诸塞的效忠派随他们离开。有些人去了英格兰重建生活，一些在战后返回美国。许多人留在新斯科舍，定居在圣约翰之类的地方，许多人开始积极参与新斯科舍和新不伦瑞克未来的发展。

### 波士顿的命运
波士顿实际上不再是军事目标。它继续为革命运动的焦点，它的港口则在装配战争船只和私掠船中起重要作用。其主导公民将为合众国未来的发展扮演重要角色。波士顿及其他区域的社区将3月17日围城结束定为撤离日(Evacuation Day)。

## 附注
1. ↑  McCullough, p. 25
2. ↑  Frothingham, p. 311 puts the military strength that evacuated Boston at 11,000.  Chidsey, p. 5 puts the initial strength at 4,000.
3. 1 2  See Battle of Bunker Hill infobox for casualty details.
4. 1 2  Boatner, p. 10
5. ↑  Chidsey, p. 5
6. ↑  Frothingham, pp. 35, 54
7. ↑  Frothingham, p. 7
8. ↑  McCullough,  p. 7
9. ↑  See Battles of Lexington and Concord for the full story.
10. 1 2  Frothingham, pp. 100–101
11. ↑  McCullough, p. 35
12. ↑  Harvey, p. 1
13. ↑  French, p. 236
14. ↑  French, p. 237
15. ↑  French, pp. 126–128,220
16. ↑  Chidsey, p. 53
17. ↑  French, p. 228
18. ↑  French, p. 234
19. ↑  McCullough, p. 118
20. ↑  Fisher, pp. 318–321
21. ↑  Chidsey, p. 60
22. 1 2  French, p. 248
23. 1 2  French, p. 249
24. 1 2  French, p. 251
25. ↑  French, pp. 255–258
26. ↑  French, p. 288
27. ↑  French, p. 284
28. ↑  French, pp. 272–273
29. ↑  Chidsey, p. 117
30. ↑  Chidsey, p. 113
31. ↑  Chidsey, p. 112
32. ↑  Frothingham, pp. 227–228
33. ↑  McCullough, p. 10
34. ↑  French, p. 337
35. 1 2 3  McCullough, p. 39
36. ↑  French, p. 311
37. ↑  McCullough, p. 50
38. ↑  McCullough, p. 51
39. ↑  Smith, pp. 57–58
40. 1 2  McCullough, p. 53
41. ↑  French, pp. 319–320
42. ↑  French, p. 338
43. ↑  Frothingham, p. 267
44. ↑  Chidsey, p. 133
45. 1 2  McCullough, p. 60
46. ↑  p.78
47. ↑  McCullough, p. 61
48. ↑  French, p. 330
49. ↑  Fisher, p. 1
50. ↑  Frothingham, pp. 295–296
51. ↑  McCullough, p. 78
52. ↑  McCullough, p. 86
53. ↑  McCullough, p. 84
54. ↑  McCullough, p. 91
55. ↑  McCullough, p. 92
56. ↑  McCullough, p. 93
57. ↑  Frothingham, pp. 298–299
58. ↑  McCullough, p. 94
59. ↑  McCullough, p. 95
60. ↑  Frothingham, pp. 303–304
61. 1 2  McCullough, p. 99
62. 1 2  McCullough, p. 104
63. ↑  Frothingham, p. 308
64. ↑  Frothingham, p. 309
65. 1 2  McCullough, p. 105
66. ↑  Frothingham, pp. 310–311
67. ↑  French, p. 429
68. ↑  French, p. 436
69. ↑  McCullough, p. 112
70. ↑  Department of the Army, Lineage and Honors, 101st Engineer Battalion
71. ↑  Department of the Army, Lineage and Honors, 125th Quartermaster Company. .   [2012-02-29]. （原始内容存档于2014-12-18）.
72. ↑  Department of the Army, Lineage and Honors, 181st Infantry.  Reproduced in Sawicki 1981, pp. 354–355.
73. ↑  Department of the Army, Lineage and Honors, 182nd Infantry.  Reproduced in Sawicki 1981, pp. 355–357.
74. ↑  Department of the Army, Lineage and Honors, 172nd Field Artillery and 197th Field Artillery.  See also "Unit Histories: From Portsmouth Harbor to the Persian Gulf," New Hampshire Army National Guard Pamphlet 600-82-3.
75. ↑  Department of the Army, Lineage and Honors, 201st Field Artillery.
76. ↑  French, pp. 437–438
77. ↑  French, pp. 438–439
78. ↑  French, pp. 441–443